# NSB El 16
De El 16 is een elektrische locomotief voor het personenvervoer en het goederenvervoer van de Norges Statsbaner (NSB).

## Geschiedenis
De locomotief werd ontwikkeld uit het type Rc van de Zweedse spoorwegen en gebouwd door Strømmen-Thune te Strømmen, Nydqvist & Holm AB (NOHAB), HamJern en door Ameco. De elektrische installatie werd door Allmänna Svenska Elektriska Aktiebolaget (ASEA) gebouwd.
De locomotieven 16.2201 - 2209 werden door de NSB gebruikt voor het personenvervoer op onder meer de Bergensbanen. De 16.2210 - 2217 werden door NSB Goden (tegenwoordig CargoNet) gebruikt voor het goederenvervoer.
In het najaar van 2002 verkocht de NSB 6 locomotieven aan Tågkompaniet (TKAB). Het ging hierbij om de El 16.2201, 02, 03, 05, 08 en 2209. CargoNet verwierf de El 16.2204, 06 en 2207.
Connex uit Zweden was geïnteresseerd in de aanschaf van deze locomotieven, maar verloor van TKAB. Daarop verhuurde TKAB vier stuks aan TGOJ. Deze werden later aan TGOJ verkocht en in 2007 doorverkocht aan CargoNet.
De locomotief 16.2216 kreeg op 22 juni 2006 in de grensplaats Kornsjø (gemeente Halden, provincie Østfold) brand in de transformator. Hetzelfde overkwam de 16.2207 op 14 juli 2006 in de buurt van Falköping. De oorzaak van deze brand was een explosie van condensatoren in de omvormer.

## Constructie en techniek
De locomotief heeft een stalen frame. De tractieinstallatie met draaistroom heeft driefasige asynchrone motoren in de draaistellen. Iedere motor drijft een as aan. Deze locomotieven kunnen in treinschakeling rijden met die van de serie NSB El 17.

### Nummers
Deze locomotieven werden door de Norges Statsbaner (NSB) als volgt genummerd:
| Lijst van de El. 16 |                         |                            |                        |                                                      |
| Nummer              | Eigenaar                | Fabrikant ASEA             | UIC nummer             | Opmerkingen                                          |
| 2201                | Norges Statsbaner (NSB) | Strømmen-Thune             | 91 76 01 16 201-4 N-CN | ex TKAB El. 16 19                                    |
| 2202                | Norges Statsbaner (NSB) | Strømmen-Thune             | 91 76 01 16 202-2 N-CN | ex TKAB El. 16 20 (TGOJ)                             |
| 2203                | Norges Statsbaner (NSB) | Strømmen-Thune             | 91 76 01 16 203-0 N-CN | ex TKAB El16 21 (TGOJ)                               |
| 2204                | Norges Statsbaner (NSB) | Strømmen-Thune             | 91 76 01 16 204-8 N-CN |                                                      |
| 2205                | Norges Statsbaner (NSB) | Strømmen-Thune             | 91 76 01 16 205-5 N-CN | ex TKAB El. 16 22 (TGOJ)                             |
| 2206                | Norges Statsbaner (NSB) | Strømmen-Thune             | 91 76 01 16 206-3 N-CN |                                                      |
| 2207                | Norges Statsbaner (NSB) | Nydqvist & Holm AB (NOHAB) | 91 76 01 16 207-1 N-CN | op 14 juli 2006 in de buurt van Falköping uitgebrand |
| 2208                | Norges Statsbaner (NSB) | Nydqvist & Holm AB (NOHAB) | 91 76 01 16 208-9 N-CN | ex TKAB El. 16 23 (TGOJ)                             |
| 2209                | Norges Statsbaner (NSB) | Nydqvist & Holm AB (NOHAB) | 91 76 01 16 209-7 N-CN | ex TKAB El. 16 24                                    |
| 2210                | Norges Statsbaner (NSB) | Nydqvist & Holm AB (NOHAB) | 91 76 01 16 210-5 N-CN |                                                      |
| 2211                | Norges Statsbaner (NSB) | HamJern                    | 91 76 0116 211-3 N-CN  |                                                      |
| 2212                | Norges Statsbaner (NSB) | HamJern                    | 91 76 01 16 212-1 N-CN |                                                      |
| 2213                | Norges Statsbaner (NSB) | HamJern                    | 91 76 01 16 213-9 N-CN |                                                      |
| 2214                | Norges Statsbaner (NSB) | Ameco                      | 91 76 01 16 214-7 N-CN |                                                      |
| 2215                | Norges Statsbaner (NSB) | Ameco                      | 91 76 01 16 215-4 N-CN |                                                      |
| 2216                | Norges Statsbaner (NSB) | Ameco                      | 91 76 01 16 216-2 N-CN | op 22 juni 2006 in Kornsjø uitgebrand                |
| 2217                | Norges Statsbaner (NSB) | Ameco                      | 91 76 01 16 217-0 N-CN |                                                      |

## Treindiensten
Alle locomotieven worden door CargoNet ingezet in het goederenvervoer.

## Foto's

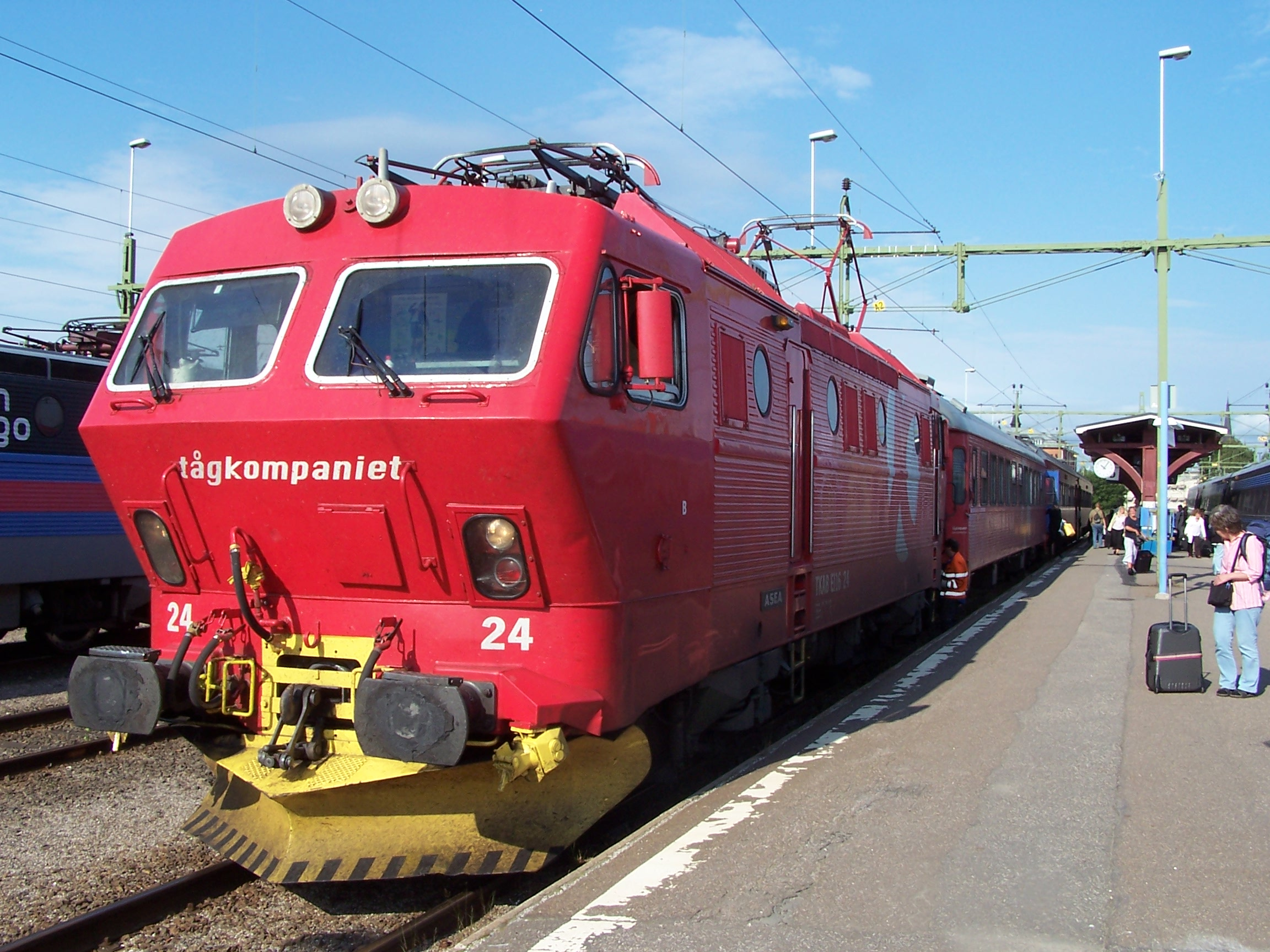
Tågkompaniet El. 16 24 op 23 augustus 2005 te Sundsvall